# Кусіро (повіт)
Пові́т Кусіро́ (яп. 釧路郡, くしろぐん, МФА: [ku̥ɕiɾo guɴ]) — повіт в Японії, в окрузі Кусіро префектури Хоккайдо.